# ケヴィン・ギャラハー
ケヴィン・ウィリアム・ギャラハー（Kevin William Gallacher, 1966年11月23日 - ）は、スコットランド、クライドバンク出身の元サッカー選手。現役時代のポジションはFW (主にWG) 。MFもこなした。苗字は「ギャラカー」とも表記される。
現役時代は、ダンディー・ユナイテッド、コヴェントリー・シティ、ブラックバーン・ローヴァーズ、ニューカッスル・ユナイテッド、プレストン・ノースエンド、シェフィールド・ウェンズデイ、ハダースフィールド・タウンでプレーした。

## 来歴
ギャラハーはダンディー・ユナイテッドでキャリアをスタートさせる。
1986-87シーズンのUEFAカップで活躍し、クラブは決勝まで進むもののIFKヨーテボリに敗れ準優勝となる。
ダンディー・ユナイテッドではジム・マクリーン監督の下1990年まで在籍。この間スコットランド代表にも選ばれ、イングランドのコヴェントリー・シティへ移籍する。
1993年にブラックバーン・ローヴァーズに移籍し活躍。クラブは1994-95シーズンにプレミアリーグを制覇する。
1997-98シーズンにはチームメイトで得点王にもなったクリス・サットンに次ぐ15ゴールを挙げた。
1999年にブラックバーンが降格するとニューカッスル・ユナイテッドに移籍。その後プレストン・ノースエンド、シェフィールド・ウェンズデイ、ハダースフィールド・タウンに移籍し、2002年に現役引退した。
スコットランド代表としては53試合に出場し、9ゴールを挙げた。1992年のEURO92、1996年のEURO96、1998年のワールドカップフランス大会にも出場した。
特にワールドカップフランス大会の予選では終盤の5試合で6ゴールを挙げるなど大活躍し、本大会出場に貢献した。

## 代表歴

### 出場大会
- スコットランド代表
  - 1998 FIFAワールドカップ

### 試合数
- 国際Aマッチ 53試合 9得点（1988年-2001年）[1]

| スコットランド代表 | 国際Aマッチ | 国際Aマッチ |
| 年                 | 出場        | 得点        |
| ------------------ | ----------- | ----------- |
| 1988               | 4           | 0           |
| 1989               | 0           | 0           |
| 1990               | 0           | 0           |
| 1991               | 3           | 0           |
| 1992               | 7           | 0           |
| 1993               | 5           | 2           |
| 1994               | 0           | 0           |
| 1995               | 0           | 0           |
| 1996               | 5           | 0           |
| 1997               | 10          | 6           |
| 1998               | 7           | 0           |
| 1999               | 6           | 0           |
| 2000               | 4           | 1           |
| 2001               | 2           | 0           |
| 通算               | 53          | 9           |